# 牛津市政厅

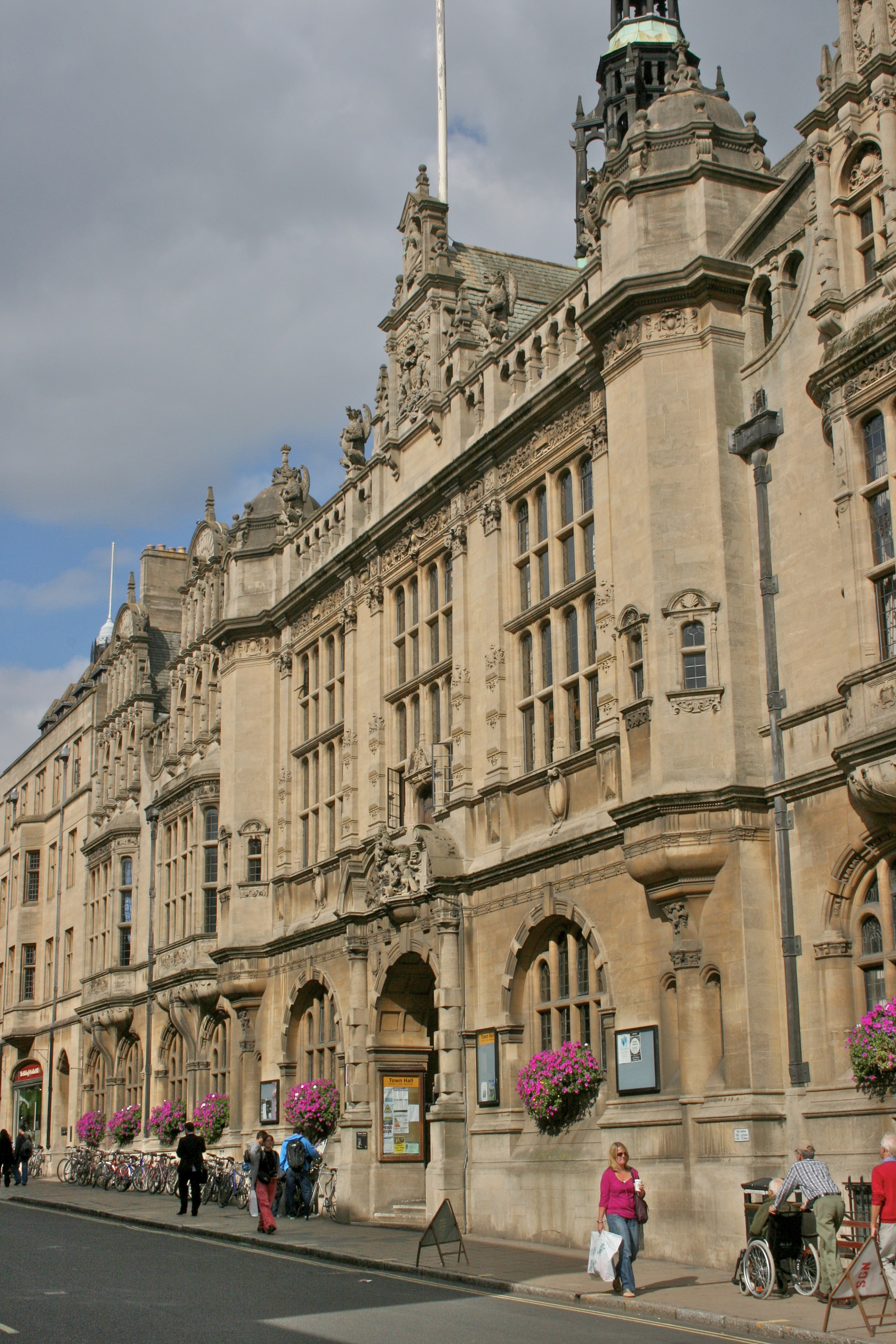
牛津市政厅

牛津市政厅（Oxford Town Hall）位于英国牛津市中心的阿尔达特街（St Aldate's）。虽然牛津是一个城市，拥有自己的主教座堂，但是仍然使用“Town Hall”的称谓。
该建筑所在地原为建于1292年的 Guildhall，为当地政府集会场所并设有牛津博物馆。1752年被市政厅所取代。1893年市政厅拆除，重建了目前的哥特复兴建筑。